# Zegel (premetrostation)
Zegel is een station van de Antwerpse premetro onder de Turnhoutsebaan in het Antwerpse district Borgerhout, gelegen ter hoogte van de kruising Zegelstraat en Sint-Janstraat. Het station wordt bediend door premetrolijnen 8 (Wommelgem - Astrid) en 10 (Wijnegem - Schoonselhof).
Het station werd geopend op 18 april 2015 samen met de tunnel tussen Astrid en de open helling op de Herentalsebaan in Deurne (Reuzenpijp), na decennialang een ongebruikt spookstation geweest te zijn.
Op straatniveau zijn er 2 ingangen waarvan de noordelijke ingang op de hoek van de Sint-Janstraat met de Turnhoutsebaan en de zuidelijke ingang op de hoek van de Zegelstraat met de Turnhoutsebaan ligt. Op niveau -1 bevindt zich de meer dan 200m lange stationshal met de toegangen tot het straatniveau en de perrons gelegen op -2 en -3. Op niveau -2 ligt het 60m lange perron richting Drink, terwijl op niveau -3 het 60m lange perron richting College en Foorplein ligt. Net ten oosten van het station splitst de tunnel op richting deze twee stations. Hoewel de perrons in exploitatie 60 meter lang zijn, is het station zelf in ruwbouw voorzien van perrons van minstens 80 meter lang.

## Geschiedenis
De werken aan de Reuzenpijp, waaraan het station ligt, werden in 1977 aangevat en in 1981 stopgezet. Het was jarenlang een spookstation, en de twee tramlijnen die door de tunnel hadden moeten rijden (lijnen 10 naar Deurne en 24 naar Silsburg) bleven bovengronds rijden.
Op 3 april 2008 antwoordde minister van openbare werken Hilde Crevits op een parlementaire vraag van Ludwig Caluwé dat niet station Drink, maar wel station Zegel zou worden geopend in het kader van het Pegasusplan, gezien de betere ontsluitingsmogelijkheden van het station Zegel.
Op 19 december 2012 keurde de Vlaamse regering op voorstel van minister Crevits het PPS-project voor LIVAN1 goed en in maart 2013 startten, die twee jaar later werden opgeleverd. Het plan voorzag in een nieuwe sneltramlijn 8 tussen het Koningin Astridplein en Wommelgem, waarbij trams 10 en 24 bovengronds zouden blijven rijden.
Sinds 18 april 2015 is station Zegel in gebruik voor tramlijn 8, exact twee jaar later startte ook tramlijn 10 de bediening van dit station op haar traject tussen Wijnegem en het Astridplein.
Bij de ingebruikname van de helling op de Leien op zaterdag 3 juni 2017 werd tramlijn 8 verlengd tot het Antwerpse Zuidstation en tramlijn 10 tot het Schoonselhof.

## Toekomst
Volgens plan 2021 (zie Nethervorming basisbereikbaarheid) zouden eind 2021 de twee bovengenoemde tramlijnen vervangen worden door de premetrolijnen M4 en M8. Bovengronds zou dan overgestapt kunnen worden op tramlijn T13. Er werd in maart 2021 besloten om dit plan enkele jaren uit te stellen tot er voldoende nieuwe trams geleverd zijn.